# Ам-сюр-Эр-Налин
Ам-сюр-Эр-Нали́н (фр. Ham-sur-Heure-Nalinnes, валлон. Han-Nålene) — коммуна в Валлонии, расположенная в провинции Эно, округ Тюэн. Принадлежит Французскому языковому сообществу Бельгии. На площади 45,68 км² проживают 13 396 человек (плотность населения — 293 чел./км²), из которых 48,35 % — мужчины и 51,65 % — женщины. Средний годовой доход на душу населения в 2003 году составлял 14 753 евро.
Почтовый код: 6120. Телефонный код: 071.